# یلنا ووکووویچ
یلنا ووکووویچ (انگلیسی: Jelena Vučković؛ زادهٔ) دانشمند اهل امریکا و از دانش‌آموختگان انستیتوی فناوری کالیفرنیا و اعضای انجمن فیزیک آمریکا است.